# آندرس گوگلیلمین پیترو
آندرس گوگلیلمین پیترو (انگلیسی: Andrés Guglielminpietro؛ زادهٔ ۱۰ آوریل ۱۹۷۴) بازیکن فوتبال اهل آرژانتین است.
از باشگاه‌هایی که در آن بازی کرده‌است می‌توان به باشگاه فوتبال بولونیا، باشگاه فوتبال آ.ث. میلان، باشگاه فوتبال بوکا جونیورز، باشگاه فوتبال اینتر میلان، فیلادلفیا یونیون، باشگاه فوتبال جیمناسیا لاپلاتا، و باشگاه فوتبال النصر امارات اشاره کرد.
وی همچنین در تیم ملی فوتبال آرژانتین بازی کرده‌است.